# Repelsteeltje (Efteling)
Repelsteeltje is een  sprookje in het Nederlandse attractiepark de Efteling. Het sprookje opende in 1998. Het sprookje is gelijktijdig toegevoegd met Klein Duimpje en de Reus en bevindt zich tussen Klein Duimpje en het Meisje met de Zwavelstokjes.
Het sprookje is naar ontwerp van Ton van de Ven.

## Verhaal
Repelsteeltje is een sprookje over een molenaarsdochter die bedrogen wordt door een klein mannetje dat goud kan spinnen en daarbij haar eerste kind verwed, maar door het raden van de naam van het mannetje haar kind kan behouden.

## Trivia
- In 2010 is een grondige reparatie gebeurd.
- In 2013 kreeg Repelsteeltje nieuwe gezichtsbeharing.
- In 2019 vond een grondig onderhoud plaats aan de attractie. De boom werd vervangen en de techniek achter de attractie. Het sprookje was van 4 maart tot en met 9 juni gesloten.[1]
- Het sprookjesboek, dat een korte samenvatting van het sprookje geeft, werd in 2000 bij het sprookje geplaatst en in 2013 vernieuwd.

Lijst van attracties in de Efteling · Lijst van sprookjes in de Efteling · Afbeeldingen